# 櫻井之星
櫻井之星（Sakurai's Object），或稱為人馬座V4334（V4334 Sgr），是一個位於人馬座的變星，是一顆「慢速新星」。1996年被日本業餘天文學家櫻井幸雄發現。 

## 概要
一般认为櫻井之星是一顆已經經歷最後的氦閃階段，正在剝離外部氣層變成白矮星的漸近巨星分支恒星。
一般认为櫻井之星是先前為一顆白矮星的紅巨星。超晚期熱脈動（Very Late Thermal Pulse，VLTP）在白矮星的狀態下發生，並且使白矮星體積增加到相當大。這類型天體目前只有少數被觀測到，可發現它們缺乏氫，但富含氦以及其他金屬。一般預期它終究會變成白矮星或富含氦的白矮星在演化軌跡上再次折回「重生」成為巨大天體，之後再成為冷卻中的白矮星。其他觀測到的「重生」天體有天鷹座V605和天箭座FG。

## 外部連結
- AAVSO Variable Star of the Month. V4334 Sgr (Sakurai's Object): June 2002 （页面存档备份，存于）